# 100047 Leobaeck
100047 Leobaeck este un asteroid din centura principală de asteroizi.

## Descriere
100047 Leobaeck este un asteroid din centura principală de asteroizi. A fost descoperit pe 2 octombrie 1991 la Tautenburg de Freimut Börngen și Lutz Dieter Schmadel. Asteroidul prezintă o orbită caracterizată de o semiaxă mare de 2,42 ua, o excentricitate de 0,20 și o înclinație de 1,8° în raport cu ecliptica.